# ThyssenKrupp

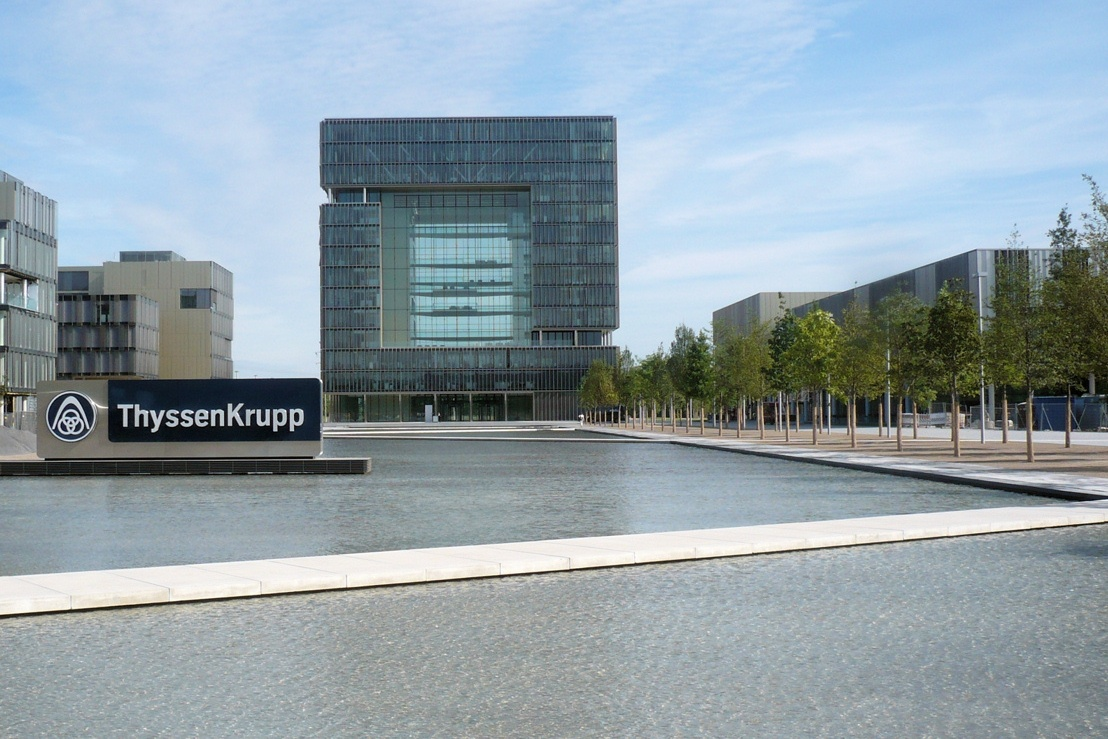
Sede della ThyssenKrupp AG di Essen.

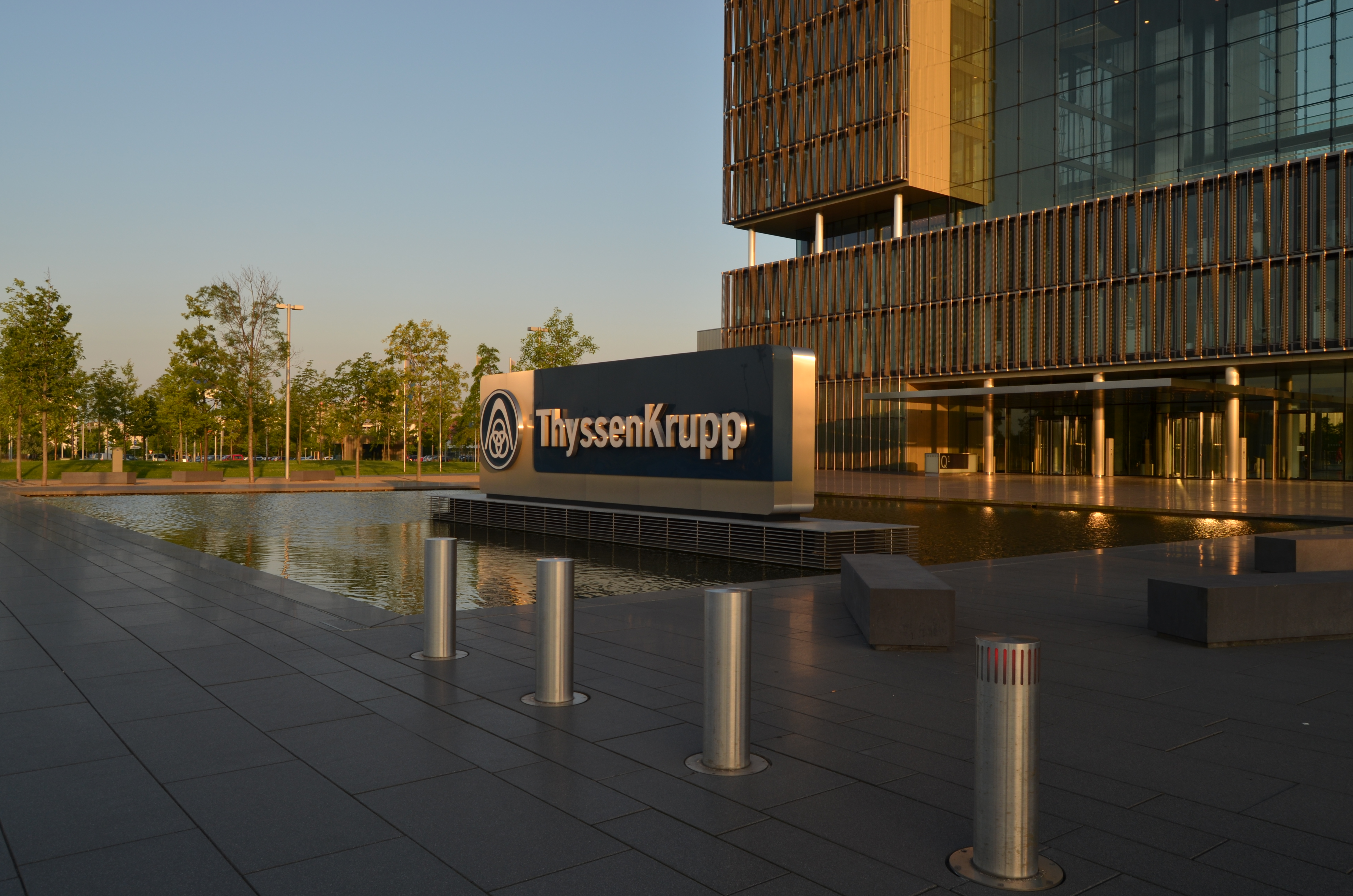
ThyssenKrupp HQ Entrance

La ThyssenKrupp AG è un gruppo industriale tedesco specializzato in lavorazione dell'acciaio. Il gruppo ha sede a Essen e Duisburg ed è stato costituito nel 1999 dalla fusione di Friedrich Krupp AG Hoesch- Krupp con Thyssen AG. Classificata 724° in Forbes Global 2000, è una delle società più grandi del mondo con un valore di mercato a metà 2018 di circa 17,3 miliardi di dollari USA.
È quotata alla Borsa di Francoforte e alla Borsa di Londra.

## Storia
L'attuale ThyssenKrupp AG è nata nel 1999 dalla fusione di Thyssen Stahl AG e Friedrich Krupp AG. La Thyssen Stahl AG, in origine Gewerkschaft Deutscher Kaiser, nacque nel 1891 fondata dai fratelli August e Joseph Thyssen a Duisburg, ancora oggi il principale impianto della ThyssenKrupp Stahl produce acciaio al medesimo storico indirizzo di quella città. La Krupp Stahl AG nacque nel 1811, fondata da Friedrich Krupp, membro di un'antica famiglia di mercanti di Essen.
Nel 1926 Thyssen & partner e Friedrich Flick costituiscono il trust dell'acciaio tedesco. Il cartello nasce su iniziativa di Clarence Dillon, presidente negli '20-'60 della Dillon & Co, importante banca di New York. Secondo gli accordi, la Dillon avrebbe retto il flusso bancario del Trust e due rappresentanti della Dillon sarebbero entrati nel consiglio del trust dell'acciaio. Capo dell'Esecutivo del trust era Albert Voegler, industriale tedesco. Con quartier generale ad Essen, nella Renania Settentrionale-Vestfalia, cominciò col produrre cannoni per l'esercito del terzo Reich.
Con l'avvento della seconda guerra mondiale, la Krupp e la Thyssen, allora rivali, cominciarono a produrre i migliori Panzer tedeschi. Thyssen fondò la banca olandese Voor Handel en Scheepvart, e successivamente entrò nel settore manifatturiero.

### Fusione con Tata Steel
Il 20 settembre 2017 la società ha annunciato di voler fondere le attività siderurgiche europee con Tata Steel in una joint venture paritaria.  A seguito della fusione, la sede centrale del gruppo sarà trasferita ad Amsterdam, nei Paesi Bassi, e prenderà il nome di Thyssenkrupp Tata Steel BV. Il 30 giugno 2018 le due società hanno firmato un accordo vincolante per creare la nuova impresa comune. Una fusione molto sofferta all'interno del gruppo Thyssenkrupp: il 6 luglio 2018 si dimette Heinrich Hiesinger, Amministratore delegato dal 2011, in seguito alle pressioni dei fondi attivisti, tra cui il fondo Elliott e Cevian Capital con il 20% del capitale, delusi dalla fusione perché invece favorevoli alla separazione delle attività più redditizie per valorizzarle al massimo. Una settimana dopo lascia anche il presidente Ulrich Lehner mentre Guido Kerkhoff, fino a quel momento Direttore finanziario, è nominato A.D.
Nel giugno 2019 l'Antitrust Ue ha dato lo stop alla fusione "che avrebbe ridotto la concorrenza e aumentato i prezzi per diversi tipi di acciaio". Bruxelles ha anche spiegato che le parti "non hanno offerto rimedi adeguati" ai dubbi espressi dall'Antistrust.

### Vendita della divisione ascensori
L'A.D. del gruppo Martina Merz decide di vendere la divisione dedicata agli ascensori, business valutato 17,2 mld di euro. Tale ramo di attività è stato rilevato da una cordata anglo-americana costituita da Advent, Cinven e RAG foundation. Da rilevare l'interesse manifestato da alcuni private equity cinesi ai quali è stata preferita la cordata anglo americana.

## La società
ThyssenKrupp AG opera in tutti i principali settori dell'industria e dei servizi, fornendo acciaio grezzo, acciaio inossidabile, ascensori, scale mobili, tecnologia e materiali innovativi per l'industria navale, chimica, mineraria, automobilistica e ferroviaria.

### 2009
Dopo la riorganizzazione del 1º ottobre 2009, la società si trova suddivisa in due uniche divisioni (facenti parte sempre della stessa società ThyssenKrupp AG), a loro volta formate da 4 Business areas ciascuna:
- Division Materials:
  - Steel Europe
  - Steel Americas
  - Stainless Global
  - Material Service
- Division Technologies:
  - Elevator Technology
  - Plant Technology
  - Components Technology
  - Marine Systems

A tali divisioni è stata affiancata una terza area denominata Business Service.

### 2015
ThyssenKrupp dal 2015 ha la seguente struttura
|                       |                       |                       |                       |                       |                       |  |  |                     |                     |                     |                     |                     |                     | ThyssenKrupp |  |                      |                      |                      |                      |                      |                      |  |  |                    |                    |                    |                    |                    |                    |  |  |              |              |              |              |              |              |  |  |
|                       |                       |                       |                       |                       |                       |  |  |                     |                     |                     |                     |                     |                     |              |  |                      |                      |                      |                      |                      |                      |  |  |                    |                    |                    |                    |                    |                    |  |  |              |              |              |              |              |              |  |  |
|                       |                       |                       |                       |                       |                       |  |  |                     |                     |                     |                     |                     |                     |              |  |                      |                      |                      |                      |                      |                      |  |  |                    |                    |                    |                    |                    |                    |  |  |              |              |              |              |              |              |  |  |
| Components Technology | Components Technology | Components Technology | Components Technology | Components Technology | Components Technology |  |  | Elevator Technology | Elevator Technology | Elevator Technology | Elevator Technology | Elevator Technology | Elevator Technology |              |  | Industrial Solutions | Industrial Solutions | Industrial Solutions | Industrial Solutions | Industrial Solutions | Industrial Solutions |  |  | Materials Services | Materials Services | Materials Services | Materials Services | Materials Services | Materials Services |  |  | Steel Europe | Steel Europe | Steel Europe | Steel Europe | Steel Europe | Steel Europe |  |  |

### Acciai Speciali Terni
Dal 1994 al 31 gennaio 2022 la ThyssenKrupp AG ha controllato la Acciai Speciali Terni e le sue sedi, assumendo la denominazione ThyssenKrupp Acciai Speciali Terni (TK-AST). La società è stata poi ceduta, il 31 gennaio 2022, al gruppo italiano Arvedi SpA.

## Incidente di Torino
Nella notte fra il 5 e il 6 dicembre 2007 otto operai dello stabilimento di Torino furono investiti da un getto di olio bollente in pressione che prese fuoco. Sette morirono nel giro di un mese, mentre un altro operaio subì ferite non gravi. Critiche all'azienda furono sollevate da più parti, sia perché alcuni degli operai coinvolti nell'incidente stavano lavorando da 12 ore, avendo quindi accumulato 4 ore di straordinario, sia perché secondo le testimonianze di alcuni operai i sistemi di sicurezza non funzionarono (estintori scarichi, idranti inefficienti, mancanza di personale specializzato). L'azienda ha smentito che all'origine dell'incendio vi fosse una violazione delle norme di sicurezza.
Secondo quanto riportato dal quotidiano La Stampa, nell'ambito dell'inchiesta seguita all'incidente, la Guardia di Finanza avrebbe sequestrato all'amministratore delegato Herald Espenhahn un documento dove si afferma che Antonio Boccuzzi, l'unico testimone sopravvissuto, «va fermato con azioni legali», in quanto sostiene in televisione accuse pesanti contro l'azienda. Il documento attribuisce la colpa dell'incendio ai sette operai, che si erano distratti. A carico dell'amministratore delegato i pubblici ministeri formularono l'ipotesi di reato di omicidio volontario con dolo eventuale e incendio doloso (dolo eventuale), mentre altri cinque dirigenti furono accusati di omicidio colposo ed incendio colposo (con l'aggravante della previsione dell'evento); fu contestata l'omissione dolosa dei sistemi di prevenzione antincendio ed antinfortunistici. Fu rinviata a giudizio anche l'azienda come persona giuridica.
Il 1º luglio 2008 i familiari delle sette vittime accettarono l'accordo con l'azienda in merito al risarcimento del danno per una somma complessiva pari a 12 970 000 euro. In seguito all'accordo i familiari rinunciarono al diritto di costituirsi parte civile nel processo ai dirigenti.
Il 15 aprile 2011 la Corte d'assise di Torino, sezione seconda, ha confermato i capi d'imputazione a carico di Herald Espenhahn, amministratore delegato della società "THYSSENKRUPP Acciai Speciali Terni s.p.a.", condannandolo a 16 anni e 6 mesi di reclusione. Altri cinque manager dell'azienda (Marco Pucci, Gerald Priegnitz, Daniele Moroni, Raffaele Salerno e Cosimo Cafueri) sono stati condannati a pene che vanno da 13 anni e 6 mesi a 10 anni e 10 mesi.
Il 28 febbraio 2013 la Corte d'assise d'appello modifica il giudizio di primo grado, non riconoscendo l'omicidio volontario, ma l'omicidio colposo, riducendo anche le pene ai manager dell'azienda: 10 anni a Herald Espenhahn, 7 anni per Gerald Priegnitz e Marco Pucci, 8 anni per Raffaele Salerno e Cosimo Cafueri, 9 per Daniele Moroni.
Nella notte del 24 aprile 2014 la Suprema Corte di Cassazione ha confermato le colpe dei sei imputati e dell'azienda, ma ha ordinato un nuovo processo d'appello per ridefinire le pene. Queste non potranno aumentare rispetto a quelle definite nel 2013.
La Corte d'Appello di Torino ha così ridefinito le pene il 29 maggio 2015: 9 anni ed 8 mesi a Espennahn, 7 anni e 6 mesi a Moroni, 7 anni e 2 mesi a Salerno, 6 anni e 8 mesi a Cafueri, 6 anni e 3 mesi a Pucci e Priegnitz.
Il 13 maggio 2016 la Cassazione ha confermato tutte le condanne ridefinite in Appello, non accogliendo le richieste del sostituto Procuratore Generale, Paola Filippi, la quale aveva chiesto di annullare la sentenza del 9 maggio 2015 per rimandare il procedimento in corte d'assise.